# Yuka Ueno
Yuka Ueno (jap. 上野優佳 Ueno Yuka; ur. 28 listopada 2001 w Beppu) – japońska florecistka, brązowa medalistka mistrzostw świata.
W 2018 roku zdobyła złoto w indywidualnej rywalizacji kadetek i juniorek na mistrzostwach świata juniorów w Weronie. Na rozgrywanych rok później mistrzostwach świata juniorów w Toruniu była druga drużynowo i trzecia indywidualnie.
Podczas mistrzostw świata w Mediolanie w 2023 roku Japonki w składzie: Sera Azuma, Komaki Kikuchi, Karin Miyawaki i Yuka Ueno zdobyły brązowy medal w zawodach drużynowych. W turnieju indywidualnym zajęła tam 18. miejsce. Była też między innymi czwarta drużynowo i piąta indywidualnie na mistrzostwach świata w Kairze w 2022 roku.
Ponadto zdobyła złoto drużynowo na igrzyskach azjatyckich w Hangzhou (2022).
Wystartowała na igrzyskach olimpijskich w Tokio, gdzie drużynowo i indywidualnie była szósta.